# Paulianella
Paulianella är ett släkte av insekter. Paulianella ingår i familjen fångsländor.
Kladogram enligt Catalogue of Life:
| Paulianella | \| \| Paulianella necopina \| \| \| \| \| \| Paulianella olsufievi \| \| \| \| |
|             | \| \| Paulianella necopina \| \| \| \| \| \| Paulianella olsufievi \| \| \| \| |
|             | Paulianella necopina                                                           |
|             |                                                                                |
|             | Paulianella olsufievi                                                          |
|             |                                                                                |